# Zygaenosia suffusa
Zygaenosia suffusa är en fjärilsart som beskrevs av Rothschild 1936. Zygaenosia suffusa ingår i släktet Zygaenosia och familjen björnspinnare. Inga underarter finns listade i Catalogue of Life.